# Goussainville, Eure-et-Loir
Goussainville är en kommun i departementet Eure-et-Loir i regionen Centre-Val de Loire strax norr om centrala Frankrike. Kommunen ligger i kantonen Anet som tillhör arrondissementet Dreux. År 2017 hade Goussainville 1 292 invånare.
Den 1 januari 2015 uppgick kommunen Champagne i Goussainville.

## Befolkningsutveckling
Antalet invånare i kommunen Goussainville
| Referens: INSEE |